# Daniel Levavasseur
Pour les articles homonymes, voir Levavasseur.
Daniel Levavasseur est un maître d'armes d'escrime, spécialisé dans l'enseignement de l'épée.
Daniel Levavasseur commence l'escrime au FC Sochaux. Il passe sa maîtrise d'armes à l'École interarmées des sports de Fontainebleau et revient à Belfort comme assistant de son maître initial. Il reprend le club du RCFC à Besançon pendant quelques années avant d'être nommé entraîneur de l'équipe de France junior de 1981 à 1982, puis adjoint à l'entraîneur national à l'épée et au fleuret féminin de 1982 à 1984. Après les Jeux olympiques de Los Angeles, il prend la responsabilité de l'équipe de France d'épée masculine qu'il mène au titre olympique lors des Jeux de Séoul. Il entraîne ensuite la double championne olympique et triple championne du monde Laura Flessel ainsi que la championne italo-brésilienne Nathalie Moellhausen. En 2009, il est nommé entraîneur de l'équipe chinoise d'épée dames avec qui il sera médaillé aux Jeux olympiques de Londres en équipe et en individuel avec la chinoise Sun Yujie. 
Il crée en 2008 son académie d'escrime « Team Levavasseur » implantée à Saint-Maur-des-Fossès sous le nom de « Escrime sans frontières ». En 2019, il ouvre avec son ancienne élève Wen Dong un second établissement à Shanghai, « Levavasseur Épée Shanghai » où il enseigne encore actuellement.

## Citations
- « J’aurais aimé être un grand champion, j’ai touché au haut niveau mais je n’ai jamais été numéro un », a-t-il déclaré à l’Humanité le 17 décembre 1999.
- « Comme j’ai toujours eu la passion de donner aux autres, j’ai transposé. »